# Криворізьке (заказник)
Криворізьке — ландшафтний заказник місцевого значення в Україні. Розташований на території Добропільського району Донецької області, на території Криворізької сільської ради.
Площа — 280 га, статус отриманий у 2018 році.
Являє собою частину русла та заплави р. Бак, а також цілинні степові та лучні ділянки вздовж цього русла. Рослинність представлена різнотравно-типчаково-ковиловими степами, деревною та чагарниковою рослинністю, а також прибережно-водною рослинністю.